# Parafia Najświętszej Maryi Panny Wspomożenia Wiernych w Pile
Parafia pw. Najświętszej Maryi Panny Wspomożenia Wiernych w Pile - parafia należąca do dekanatu Piła, diecezji koszalińsko-kołobrzeskiej, metropolii szczecińsko-kamieńskiej. Została utworzona w 1982. Obsługiwana przez księży diecezjalnych. Siedziba parafii mieści się przy ulicy Złotej.

## Miejsca święte

### Kościół parafialny
Kolegiata pw. Najświętszej Maryi Panny Wspomożenia Wiernych w Pile
Kościół parafialny (kolegiata) wybudowany w 1987. 

### Kościoły filialne i kaplice
- Kaplica pw. Chrystusa Dobrego Pasterza w Pile
- Kaplica pw. św. Maksymiliana Marii Kolbego w Pile (przy kościele parafialnym)